# Campionati mondiali giovanili di nuoto sincronizzato 2022
I XVII Campionati mondiali giovanili di nuoto sincronizzato si sono svolti in Canada dal 23 al 27 agosto 2022. Le sedi di gara sono state a Quebec City.

## Medagliere
| Posiz. | Nazione    | Oro | Argento | Bronzo | Totale |
| ------ | ---------- | --- | ------- | ------ | ------ |
| 1      | Giappone   | 8   | 3       | 0      | 11     |
| 2      | Spagna     | 4   | 7       | 0      | 11     |
| 3      | Italia     | 0   | 2       | 6      | 8      |
| 4      | Kazakistan | 0   | 0       | 3      | 3      |
| 5      | Francia    | 0   | 0       | 2      | 2      |
| 6      | Grecia     | 0   | 0       | 1      | 1      |
| Totale | Totale     | 12  | 12      | 12     | 36     |

## Risultati

### Femminile
| Evento           | Oro      | Argento            | Bronzo            |
| Singolo libero   | Moe Higa | Marina García Polo | Susanna Pedotti   |
| Singolo tecnico  | Moe Higa | Susanna Pedotti    | Oriane Jaillardon |
| Duo libero       | Giappone | Spagna             | Italia            |
| Duo tecnico      | Giappone | Spagna             | Francia           |
| Squadra libero   | Spagna   | Giappone           | Italia            |
| Squadra tecnico  | Giappone | Spagna             | Italia            |
| Libero combinato | Giappone | Spagna             | Italia            |
| Team Highlight   | Spagna   | Italia             | Grecia            |

### Maschile
| Evento          | Oro                   | Argento     | Bronzo     |
| Singolo libero  | Dennis González Boneu | Yotaro Sato | Eduard Kim |
| Singolo tecnico | Dennis González Boneu | Yotaro Sato | Eduard Kim |

### Misto
| Evento      | Oro      | Argento | Bronzo     |
| Duo libero  | Giappone | Spagna  | Kazakistan |
| Duo tecnico | Giappone | Spagna  | Italia     |